# TMCO5A
TMCO5A (англ. Transmembrane and coiled-coil domains 5A) – білок, який кодується однойменним геном, розташованим у людей на короткому плечі 15-ї хромосоми. Довжина поліпептидного ланцюга білка становить 288 амінокислот, а молекулярна маса — 34 174.
| 10         |  | 20         |  | 30         |  | 40         |  | 50         |
| ---------- |  | ---------- |  | ---------- |  | ---------- |  | ---------- |
| MEISRLAQSK |  | RNIISLNMDL |  | ERDTQRIDEA |  | NQKLLLKIQE |  | REDKIQRLES |
| EIIQTRGLVE |  | DEEWEKENRT |  | TMERERALQE |  | LEEETARLER |  | KNKTLVHSIT |
| ELQQKLTRKS |  | QKITNCEQSS |  | PDGALEETKV |  | KLQQLEASYA |  | CQEKELLKVM |
| KEYAFVTQLC |  | EDQALYIKKY |  | QETLKKIEEE |  | LEALFLEREV |  | SKLVSMNPVE |
| KEHTSQNNEG |  | TPTQKTARLF |  | SKKIFCCLFF |  | ITLFFIRLLS |  | YMFFHVRFIN |
| PDLLVNVLPK |  | VLGRSTLWKL |  | RCFFFPSLTL |  | ETEDMLPH   |  |            |

A: Аланін

C: Цистеїн

D: Аспарагінова кислота

E: Глутамінова кислота

F: Фенілаланін

G: Гліцин

H: Гістидин

I: Ізолейцин

K: Лізин

L: Лейцин

M: Метіонін

N: Аспарагін

P: Пролін

Q: Глутамін

R: Аргінін

S: Серин

T: Треонін

V: Валін

W: Триптофан

Задіяний у такому біологічному процесі, як альтернативний сплайсинг. 
Локалізований у мембрані.